# 甲氯喹酮
甲氯喹酮（英语：Mecloqualone）是一种喹唑啉酮类GABA能，是甲喹酮的类似物，于1960年首次生产，主要在法国和其他一些欧洲国家销售。由于其对GABAA受体的β亚型的激动剂活性，它具有镇静、催眠和抗焦虑的特性，并用于治疗失眠。甲氯喹酮比甲喹酮起效更快但持续时间更短，因此仅用作安眠药，而甲喹酮也可用作通用抗焦虑药。甲氯喹酮从未像甲喹酮那样广泛使用，并且由于担心其可能被滥用和过量服用而不再开处方。在美国，它是一种附表I非麻醉（镇静）受控物质，ACSCN为2572，年度总制造配额为30克。